# Sociedad Española de Electricidad
La Sociedad Española de Electricidad fue una compañía de producción y distribución de energía eléctrica fundada en 1881 en Barcelona. Personificó el nacimiento de la industria eléctrica de distribución a gran escala, pasando de las instalaciones  de autoconsumo a las centrales eléctricas destinadas a producir electricidad para una red de distribución, haciendo accesible el uso de la electricidad a particulares y empresas que no disponían de un sistema de generación propio.
Construyó las primeras centrales eléctricas en Barcelona, pero la poca madurez del mercado provocó que entrase en bancarrota en 1894 y fuese adquirida por la Compañía Barcelonesa de Electricidad. El promotor principal fue Tomàs Josep Dalmau Garcia, que junto con el ingeniero Narcís Xifra y Masmitjà ya había hecho algunas instalaciones eléctricas.

## Antecedentes
La tecnología a finales del XIX sólo permitía a las centrales eléctricas producir corriente continua, la cual tenía dos grandes limitaciones; en primer lugar debían instalarse cerca de los consumidores por las grandes ineficiencias en el transporte que tenía. Y en segundo lugar, no existían transformadores, de forma que si hacían falta dos voltajes distintos en una fábrica, uno por iluminación y otro para motores, se debía tanto generar como transmitir por medios físicos separados.
La luz obtenida por medio de arcos voltaicos alteraba los colores de forma antiestética, especialmente en los espacios interiores; asimismo, los carbones incandescentes utilizados podían producir un incendio. Estos problemas no se resolverían hasta que se inventaron las bombillas de cristal, en las que se había introducido un filamento incandescente en atmósfera inerte. 
Los arcos voltaicos eran apropiados para el alumbrado público, los faros  y la iluminación del trabajo de construcción, superando a la luz de gas. Las luces de incandescencia eran más aptas para el interior y para espacios reducidos. Utilizadas en la industria, daban también la posibilidad de que el trabajador tuviera su propia luz para iluminar tareas específicas, especialmente para trabajos en los que la visión era importante, como imprentas, fábricas textiles, o talleres de confección. 

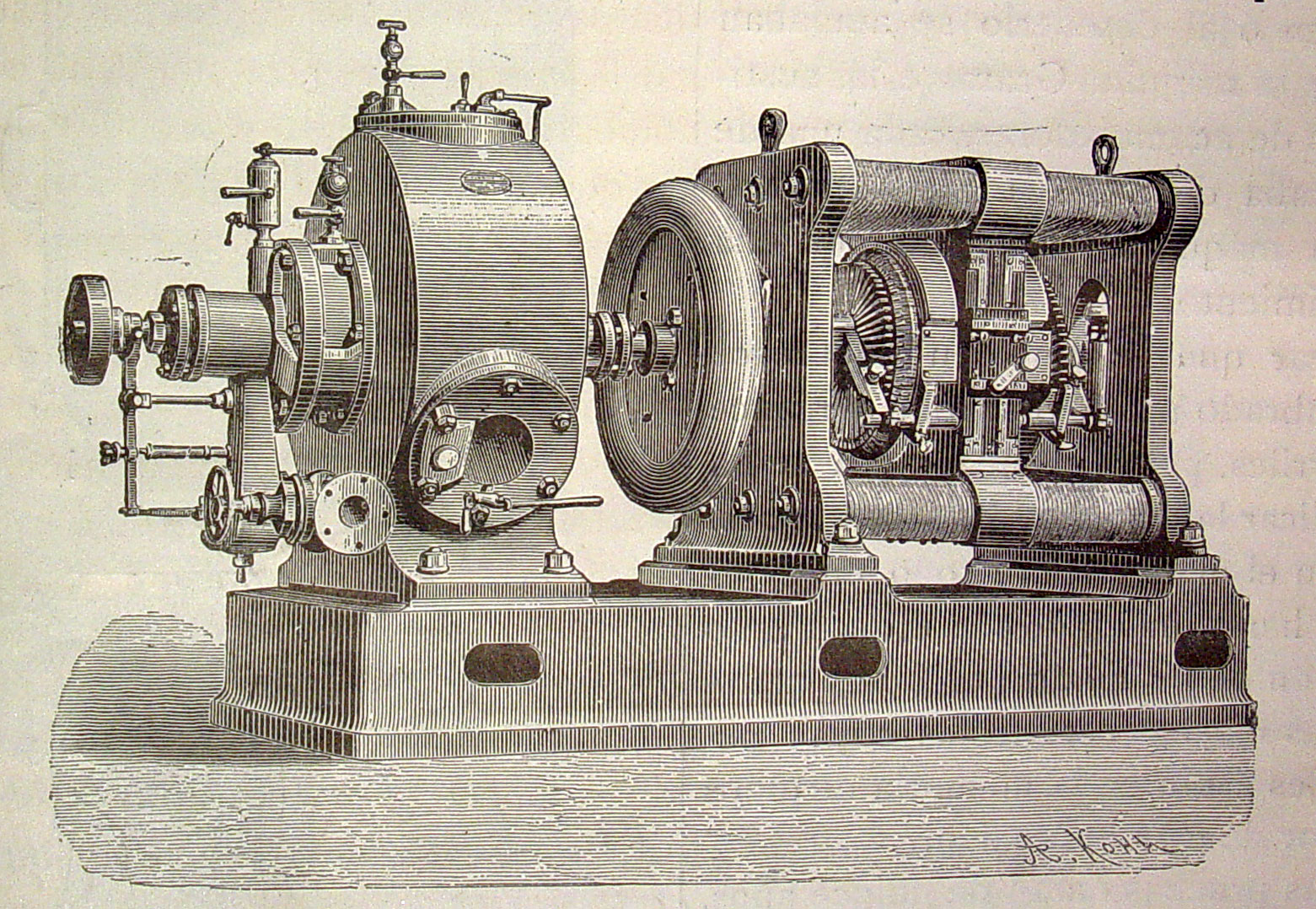
Un motor a vapor hace girar una máquina de Gramme (derecha)

Francesc Dalmau i Faura instaló en 1842 en Barcelona un taller y un almacén de instrumentos de óptica y medición. También construía telégrafos eléctricos, pararrayos y máquinas de vapor.
Alrededor de 1850 Francesc Dalmau incorporó a la empresa a su hijo, Tomàs Dalmau. En 1874 se incorporó a la sociedad el ingeniero Narcís Xifra y Masmitjà. En 1875 la Escuela de Ingenieros Industriales de Barcelona adquirió una máquina de Gramme, una dinamo inventada por Zénobe-Théophile Gramme y que era el primer generador eléctrico apto para el uso industrial. La dinamo fue suministrada por la casa Dalmau e Hijo. Seguidamente realizaron diversas instalaciones eléctricas; a algún barco de guerra, y de alumbrado en la fábrica de chocolate Juncosa de Gràcia y en la de los hermanos Batlló en Les Corts. 
En 1875 iluminaron con un arco voltaico el taller de fundición de La Maquinista Terrestre y Marítima. En mayo de 1876 Dalmau se decidió a adquirir la patente Gramme por cinco años e inició la fabricación de dinamos. Para poder hacer crecer con todo su potencial, había que transformar la empresa de forma que, sin abandonar la instalación de generadores eléctricos, se ofertara el suministro de energía eléctrica.
Las iniciativas innovadoras no estaban limitadas al campo de la electricidad: en 1877 Narcís Xifre ensayó, por primera vez en Cataluña, una comunicación telefónica a larga distancia, entre Barcelona y Gerona.
Francesc Dalmau murió en 1886, a los 64 años.

## Constitución de la sociedad
La empresa se constituyó en abril de 1881,  para fabricar maquinaria y equipamiento eléctrico así como para producir y distribuir electricidad. La empresa tenía un capital social de 3.000.000 de pesetas,   6.000 acciones de un valor nominal de 500 pesetas. Inicialmente sólo se desembolsó el 30% del capital escriturado.
El socio mayoritario era Tomàs Dalmau con un 33% de las acciones. El resto del capital estaba repartido entre varios socios, como los industriales Llorenç Baladia, Miquel Buxeda, Josep Gassó y Joan Bertrand, Bru Cuadros y el abogado Josep Pujol, presidente de la entidad Foment de la Producció Nacional ;  Narcís Xifra y Masmitjà, director técnico, había suscrito 20 acciones. 
Barcelona fue la octava ciudad del mundo y la sexta europea con distribución eléctrica, después de Berlín, San Petersburgo, Londres, Bruselas y Amsterdam en Europa, y Chicago y Nueva York en América. 
La compañía solicitó autorización al Ayuntamiento de Barcelona para realizar las conducciones eléctricas necesarias. Seguidamente, en el local de una antigua fábrica de hilados, se instaló la central eléctrica, con una capacidad de 64 CV. Disponía de una sala de calderas con dos máquinas de vapor, una de ellas construida por La Maquinista Terrestre y Marítima y otra sala donde se alojaban las dinamos que producían corriente continua . El local también disponía de una fábrica de dinamos, material eléctrico y sistemas de telefonía y telegrafía. En poco tiempo, la empresa ya tenía 200 empleados. 
En mayo de 1881 se llevó a cabo una prueba de alumbrado, en el muelle de Sant Ramon del puerto de Barcelona. Alimentaron cinco luces de arco con una dinamo de fabricación propia ubicada en los talleres de la Sociedad Española de Electricidad. . Una de las limitaciones de la tecnología eléctrica era la dificultad de que una máquina alimentara más de una luz, problema llamado la división de la luz eléctrica, y varias iniciativas en Europa y América encontraron soluciones, tal como lo hizo la Sociedad Española de Electricidad. Era un primer paso para reducir el coste del alumbrado.

### Ampliación de capital
El año 1881 era un período de especulación bursátil, conocido como fiebre de oro, y junto con las expectativas de la energía eléctrica promovieron la fundación de dos empresas competidoras Sociedad Telefonía, Fuerza y Luz Eléctrica. Compañía General de Electricidad con un capital de 5 millones de pesetas y la Sociedad General de Alumbrado de España y Portugal, con 7 millones  La Sociedad Española de Electricidad aumentó el capital hasta los 20 millones de pesetas  Sólo se desembolsó el 20% del capital correspondiente a las nuevas acciones. El hecho de que sólo se hubiera desembolsado una parte minoritaria del capital dejaba a la sociedad en una posición financiera expuesta.

### Primeras instalaciones
El Ayuntamiento de Barcelona tenía importantes deudas con Gas Municipal, la compañía concesionaria del alumbrado público, y no respondió a las peticiones de construcción de las conducciones eléctricas hechas por la Sociedad Española de Electricidad, por lo que durante 1882 y 1883 la sociedad se dedicó exclusivamente a la fabricación de material y a efectuar montajes de nuevas instalaciones de alumbrado o ampliaciones, aprovechando las instalaciones de vapor que tenían las fábricas, adaptando un generador eléctrico de corriente continua y con conexión al circuito de lámparas de incandescencia o de arco voltaico . 
En 1882 solicitó la instalación de prueba de alumbrado público en una serie de calles de Barcelona, así como en algunas dependencias municipales. En septiembre de 1882 se iluminó el paseo de Colón, para continuar poco después por la Rambla y la plaza de Catalunya . Aunque algunos comercios contrataron el nuevo servicio, la respuesta de los hogares fue muy reducida.

### Inversión en otras sociedades
También en 1882 se aportó capital para diversas sociedades eléctricas: Matritense de Electricidad con capacidad de 700 CV, Valenciana de Electricidad y otras. El objetivo de la Sociedad Española de Electricidad era suministrarles equipamiento eléctrico.  Los resultados de estas iniciativas fueron negativos; por ejemplo, la Matritense alcanzó un máximo de 29 clientes. 
En 1883 se construyó una nueva central en la rambla de Canaletes con un motor de gas de 70 CV y una máquina de Gramme de 200 voltamperas . 
Uno de los motivos de la baja adopción de la electricidad por era su precio respecto al gas. Para bajarlo, se construyó una instalación para ampliar la producción de electricidad con una potencia de 2.000 CV. La nueva central disponía de dos generadores de vapor y estaba ubicada en el paraje llamado las Huertas de Sant Bertran, junto a la avenida del Paral·lel . Esta central se convertiría en la principal instalación de la compañía. [a]

## Esfuerzos comerciales
Dado el poco éxito de la compañía en el mercado de consumidores particulares, para asegurar la rentabilidad era necesario suministrar energía a grandes consumidores. La empresa llevó a cabo acciones comerciales en este sentido, aunque con pocos resultados.

### El alumbrado público
Mientras no venciera la concesión municipal de alumbrado público que tenían las compañías de gas, la Sociedad Española de Electricidad sólo podía extender su red para el alumbrado público de forma precaria y sometida a los permisos temporales que le otorgaba el Ayuntamiento. 
Desde casi los inicios de la concesión de alumbrado público, el ayuntamiento de Barcelona arrastraba deudas con Gas Municipal. El fin de la concesión llegó en 1884, una vez que la electricidad ya había entrado en la ciudad. En ese momento el Ayuntamiento hubiera tenido que liquidar las deudas pendientes con Gas Municipal  pero no disponía del dinero suficiente.
Las concesiones del alumbrado público tenían una cláusula llamada del Progreso de la Ciencia que permitía a los ayuntamientos retirar los permisos de canalización si se producían avances técnicos significativos. En caso de que las empresas gasistas no introdujeran las mejoras necesarias, podrían perder sus derechos de canalización. Por un lado, la Cláusula del Progreso de la Ciencia obligaba a Gas Lebon -que gestionaba Gas Municipal- a suministrar gas de calidad para el alumbrado público. Pero por otro, el Ayuntamiento estaba en deuda con la Gas Lebon.
En 1885 el ayuntamiento de Barcelona organizó un concurso con el objetivo de comparar los sistemas de alumbrado con electricidad y con gas. Aunque los resultados fueron favorables a la electricidad. El ayuntamiento, al no poder liquidar sus deudas con Gas Municipal, optó por prorrogar hasta 1924 la concesión por el alumbrado público a la empresa gasista y autorizarlo a suministrar gas a los usuarios particulares. La Sociedad Española de Electricidad encontró que el camino para abastecer al servicio de alumbrado público estaba cerrado. 

### Los tranvías
El 11 de febrero de 1890 Tomàs Dalmau presentó un proyecto para electrificar el ferrocarril de Sarrià en un acto con asistencia del gobernador civil y de los alcaldes de Barcelona, Gràcia, Sant Gervasi y Sarrià, pero la empresa explotadora ni envió a ningún representante a la reunión ni tampoco hizo ninguna otra muestra de interés. Parece que lo que frenaba la electrificación era el coste de la inversión requerida. 

### Transmisión de fuerza
A mediados de 1883 se intentó vender proyectos de transmisión de electricidad a distancia. Se hizo la prueba de transmitir corriente eléctrica desde la fábrica de Parellada, Flaqué y Cía (el Vapor Vell ) ubicada en Sants hasta una finca propiedad de Eusebi Güell y Bacigalupi para alimentar un motor de 8 CV  para riego. La prueba se llevó a cabo en agosto de 1883 y se contrató al ingeniero francés Marcel Deprez, que había intervenido en la primera transmisión de corriente a larga distancia (57 kilómetros) entre Miesbach y Múnich durante la Exposición Internacional Electrotécnica de Munich de 1882.
Aunque la prueba funcionó correctamente, no hubo demanda para este tipo de proyectos.

## Dificultades económicas
La debilidad del mercado impidió que se alcanzaran unas ventas suficientes; además, los elevados aranceles encarecían la importación de las materias primas. Tomás Dalmau intentó vender las acciones en autocartera, pero no encontró comprador. El 23 de marzo de 1884, los accionistas de la sociedad aprobaron la dimisión de  Tomás Dalmau, así como la adopción de medidas de ahorro, como el despido de la mitad de los trabajadores. Poco después Narcís Xifra abandonó la compañía y se fue a una empresa competidora. 1884 se cerró con unas pérdidas de millón y medio de pesetas.
La Exposición Universal de Barcelona de 1888 fue la ocasión para que la Sociedad Española de Electricidad aplicara el alumbrado eléctrico. Aunque empezó a crecer el número de abonados, las dificultades persistieron y la Sociedad Española de Electricidad presentó suspensión de pagos a finales de 1888. Como medida de ahorro concentró toda la producción eléctrica en la central de las Huertas de Sant Beltran y en 1889 vendió su participación en la red telefónica barcelonesa en el Banco Español de Crédito. 

### Un nuevo propietario
En mayo de 1889 la sociedad londinense Woodhouse & Rawson United Ltd. entró como accionista mayoritario. La empresa aumentó su capacidad productiva. La planta de producción de las Huertas de San Beltrán quedó integrada por 8 máquinas de vapor de una potencia total de 900 CV, que activaban hasta 45 dinamos, de tipos y tamaños diversos.
Los nuevos propietarios introdujeron generadores de corriente alterna, que acabaría imponiéndose a la corriente continua . En 1892  se instaló una línea de corriente alterna para las lámparas de incandescencia del Teatro del Liceo .
Además del Ayuntamiento de Barcelona, otros clientes eran el Teatro del Liceo, el teatro Principal, el teatro Ribas, el Ateneo Barcelonés y los Almacenes El Siglo, así como varios cafés. En 1892 se volvió a hacer cargo de la red telefónica que había pasado a particulares al suspender pagos al banco. 

### Causas del fracaso
En 1894 la empresa sólo había conseguido llevar la electricidad a 122 abonados. Se habían instalado 217 arcos voltaicos en un total de 33 clientes. Las causas de estos resultados comerciales tan bajos se pueden explicar por un conjunto de factores: 
- Carecer de acceso a los contratos de alumbrado público, que era servido por Gas Municipal.
- El precio del alumbrado eléctrico era superior al alumbrado por gas, que había comenzado en Barcelona en 1841.
- Los recursos de la empresa no eran suficientes para implantar una tecnología nueva. Sólo se había desembolsado el 20% del capital, y una parte importante se desperdició en proyectos de expansión inviables.

### El cierre
La compañía ya no estaba en condiciones de mantener su actividad. La Sociedad de Aguas de Barcelona realizó gestiones para tomarle el relevo. El 7 de diciembre de 1894 se constituyó en Barcelona la Compañía Barcelonesa de Electricidad, con capital de Allgemeine Elektrizitäts Gesellschaf (AEG) y de la Societé Lyonaise des Eaux et de l'Eclairege, socio de referencia de la Sociedad de Aguas de Barcelona. La Sociedad Española de Electricidad le vendió sus activos, y la fecha final de producción de electricidad fue el 1 de enero de 1896.